# Zielonka (Konie)
Zielonka – niestandaryzowana nazwa części wsi Konie w Polsce, w województwie mazowieckim, w powiecie grójeckim, w gminie Pniewy.
Leży w południowej części wsi. Składa się z rozproszonych gospodarstw wiejskich.
Dawniej samodzielna miejscowość. W latach 1867–1954 w gminie Konie. 20 października 1933 w woj. warszawskim utworzono gromadę Zielonka granicach gminy Konie, składającą się z wsi Zielonka i osady Karbowianka.
Podczas II wojny światowej w Generalnym Gubernatorstwie, w dystrykcie warszawskim. W 1943 gromada Załęże Małe liczyła 69 mieszkańców.
W związku z reorganizacją administracji wiejskiej jesienią 1954, Zielonka, już jako część Koni, weszła w skład nowej gromady Pniewy.
W latach 1975–1998 miejscowość administracyjnie należała do województwa radomskiego.